# National Coloured Congress
Het National Coloured Congress (NCC) (voorheen Cape Coloured Congress, CCC) is een Zuid-Afrikaanse politieke partij die in augustus 2020 door Fadiel Adams, oprichter van de Gatvol Capetonian Movement, gesticht is.
De partij focust zich op de kleurlingen en is voorstander van de doodstraf. De partij won zeven zetels in Kaapstad en één in Saldanhabaai bij de lokale verkiezingen  van 2021 in Zuid-Afrika. 
De NCC heeft eveneens deelgenomen aan de algemene verkiezingen van 2024, en kon twee zetels in de Nationale Vergadering verwerven.

## Verkiezingsresultaten

### Gemeentelijke verkiezingen
| Verkiezing | Stemmen | %     |
| ---------- | ------- | ----- |
| 2021       | 54 858  | 0,18% |

### Nationale verkiezingen
| Verkiezing | Stemmen | %    | Zetels |
| ---------- | ------- | ---- | ------ |
| 2024       | 37 422  | 0,23 | 2      |